# ウラジーミル・ヴェレミエンコ
ウラジーミル・ウラジーミロヴィチ・ヴェレミエンカ（ロシア語: Владимир Владимирович Веремеенко）またはウラジーミル・ウラジーミラヴィチ・ヴェラミエンカ（ベラルーシ語: Уладзімір Уладзіміравіч Верамеенка、1984年7月21日 - ）は、ベラルーシのプロバスケットボール選手。ロシア男子プロバスケットボールリーグ1部スーパーリーグのUNICSカザン所属。ソビエト連邦白ロシアホメリ州ホメリ出身。ポジションはパワーフォワード。211cm、107kg。

## 来歴
2006年のNBAドラフト2巡目でワシントン・ウィザーズから指名されたが
契約を結ばず、2010年7月8日、同年のNBAドラフト1巡目17位でウィザーズに指名されたケビン・セラフィン、カーク・ハインリックとの引き換えで彼との交渉権はシカゴ・ブルズへトレードされた。